# ブルドッグウォータ
ブルドッグウォータ株式会社（英文社名：Bulldogwater inc.）は、東京都渋谷区に本社を置く中小企業向けのERPシステム開発、財務会計コンサルティング、創業・起業支援の会社。

## 沿革
- 2004年 - 印具毅雄と守山算哉がブルドッグウォータ株式会社を設立。
- 2005年 - 印具が代表するイング公認会計士事務所と共同で、会社設立代行サービスを開始。
- 2008年 - ツバイソERPをリリース。
- 2009年 - ツバイソERPを利用したアウトソーシングサービスをリリース。
- 2011年 - ツバイソERPの後継となるツバイソOffice2011をリリース。

## 主要製品
- ツバイソOffice2011シリーズ :販売管理、購買管理、決算会計管理、消費税管理、財務管理、旅費・経費精算管理、資産管理、給与管理、人事管理、年末調整・法定調書管理などの各管理システムがパッケージ化されたERPである。
  - ツバイソOffice2011 旅費・経費精算管理(フリー) :ツバイソOffice2011の旅費・経費精算管理機能のみを利用出来るようにした無料のシステム。
  - ツバイソOffice2011 販売管理(フリー) :ツバイソOffice2011の販売管理機能のみを利用出来るようにした無料のシステム。